# Blingel
Blingel település Franciaországban, Pas-de-Calais megyében. Lakosainak száma 159 fő (2022. január 1.). Blingel Blangy-sur-Ternoise, Incourt, Rollancourt és Éclimeux községekkel határos.

## Népesség
A település népességének változása:
| Lakosok száma | 135  | 159  | 163  | 166  | 163  | 160  | 157  | 158  | 159  |
|               | 2013 | 2015 | 2016 | 2017 | 2018 | 2019 | 2020 | 2021 | 2022 |